# Чемпіонат світу з легкої атлетики 2019 — метання молота (чоловіки)

Найкраща спроба Павела Файдека

Змагання з метання молота серед чоловіків на Чемпіонаті світу з легкої атлетики 2019 у Досі проходили 1-2 жовтня на стадіоні «Халіфа».

## Напередодні змагань
На початок змагань основні рекордні результати були такими:
| WR | Юрій Сєдих (URS)       | 86,74 | Штутгарт | 30 серпня 1986 |
| CR | Іван Тихон (BLR)       | 83,63 | Осака    | 27 серпня 2007 |
| WL | Войцех Новицький (POL) | 81,74 | Познань  | 2 липня 2019   |

Головним питанням, яке поставало перед стартом у Досі — чи зможе Павел Файдек виграти четвертий поспіль чемпіонат світу, зважаючи на те, що він програв своєму співвитчизнику Войцеху Новицькому минулорічний чемпіонат Європи та поступався йому у 2019 найкращим результатом сезону?.

## Результати

### Кваліфікація
Умовою проходження до фіналу було метання на 76,50 м (Q) або входження до 12 найкращих за результатом атлетів у обох групах кваліфікації (q). Список фіналісток очолив Павел Файдек з результатом 79,24.

### Фінал
У фіналі поза конкуренцією був Павел Файдек, який здобув четверте поспіль чемпіонство, а Новицький міг залишитися і без медалі. Первісно, він фінішував четвертим (77,69) за угорцем Бенце Халасом (78,18). Проте, відразу після завершення змагань, польська команда подала протест, стверджуючи, що угорець вийшов за межі метального кола у першій спробі, в якій він показав 78,18 — результат, який дозволив йому посісти третє місце. За результатами розгляду протеста було встановлено, що помилка суддів поставила польського атлета у нерівне становище з угорцем. Задля поновлення справедливості було вирішено нагородити бронзовою медаллю обох метальників.
| Місце | Атлет                    | #1    | #2    | #3    | #4    | #5    | #6    | Результат | Примітки |
| ----- | ------------------------ | ----- | ----- | ----- | ----- | ----- | ----- | --------- | -------- |
| 1     | Павел Файдек (POL)       | 79,34 | 80,16 | 79,37 | 80,50 | x     | x     | 80,50     |          |
| 2     | Кантен Біго (FRA)        | 76,34 | 78,06 | 77,89 | 78,19 | х     | 74,78 | 78,19     | SB       |
| 3     | Бенце Халас (HUN)        | 78,18 | х     | х     | х     | 73,76 | х     | 78,18     |          |
| 3     | Войцех Новицький (POL)   | 76,25 | 76,50 | х     | 77,42 | х     | 77,69 | 77,69     |          |
| 5     | Михайло Кохан (UKR)      | 74,52 | 72,58 | 75,83 | 76,21 | 77,39 | 76,50 | 77,39     | PB       |
| 6     | Ейвінд Генріксен (NOR)   | 76,03 | x     | 77,38 | x     | 75,36 | 77,07 | 77,38     |          |
| 7     | Хав'єр Сьєнфуегос (ESP)  | 73,25 | 74,73 | 76,00 | 76,57 | 76,01 | 74,54 | 76,57     |          |
| 8     | Гліб Дударев (BLR)       | 75,45 | 74,36 | 76,00 | 74,30 | 74,46 | 75,34 | 76,00     |          |
| 9     | Ашраф ель Сейфі (QAT)    | 75,28 | 75,41 | 75,09 |       |       |       | 75,41     |          |
| 10    | Нік Міллер (GBR)         | 75,31 | x     | x     |       |       |       | 75,31     |          |
| 11    | Руді Вінклер (USA)       | 74,42 | 75,20 | 73,47 |       |       |       | 75,20     |          |
| 12    | Євген Коротовський (ANA) | x     | 74,64 | 75,14 |       |       |       | 75,14     |          |